# Idris Elba
Idrissa Akuna "Idris" Elba, OBE (n. 6 septembrie 1972) actor de film și de dublaj, DJ și muzician englez. A primit Premiul Globul de Aur pentru cel mai bun actor într-o miniserie, The Prince's Trust.

## Filmografie

### Film
| An   | Titlu                            | Rol                    | Note               |
| ---- | -------------------------------- | ---------------------- | ------------------ |
| 1999 | Belle maman                      | Grégoire               |                    |
| 2000 | Sorted                           | Jam                    |                    |
| 2001 | Buffalo Soldiers                 | Kimborough             |                    |
| 2003 | One Love                         | Aaron                  |                    |
| 2005 | The Gospel                       | Charles Frank          |                    |
| 2005 | Sometimes in April               | Augustin               |                    |
| 2007 | Daddy's Little Girls             | Monty James            |                    |
| 2007 | The Reaping                      | Ben                    |                    |
| 2007 | 28 Weeks Later                   | General Stone          |                    |
| 2007 | American Gangster                | Tango                  |                    |
| 2007 | This Christmas                   | Quentin Whitfield      |                    |
| 2008 | Prom Night                       | Detective Winn         |                    |
| 2008 | RocknRolla                       | Mumbles                |                    |
| 2008 | The Human Contract               | Larry                  |                    |
| 2009 | The Unborn                       | Arthur Wyndham         |                    |
| 2009 | Obsessed                         | Derek Charles          |                    |
| 2010 | Takers                           | Gordon Cozier          |                    |
| 2010 | Legacy                           | Malcolm Gray           | Executive producer |
| 2010 | The Losers                       | Roque                  |                    |
| 2011 | Thor                             | Heimdall               |                    |
| 2012 | Ghost Rider: Spirit of Vengeance | Moreau                 |                    |
| 2012 | Prometheus                       | Captain Janek          |                    |
| 2013 | Pacific Rim                      | Stacker Pentecost      |                    |
| 2013 | Thor: The Dark World             | Heimdall               |                    |
| 2013 | Mandela: Long Walk to Freedom    | Nelson Mandela         |                    |
| 2014 | No Good Deed                     | Colin Evans            | Executive producer |
| 2015 | The Gunman                       | DuPont                 |                    |
| 2015 | Second Coming                    | Mark                   |                    |
| 2015 | Avengers: Age of Ultron          | Heimdall               |                    |
| 2015 | Beasts of No Nation              | Commandant             |                    |
| 2016 | Zootopia                         | Chief Bogo (voice)     |                    |
| 2016 | The Jungle Book                  | Shere Khan (voice)     |                    |
| 2016 | Bastille Day                     | Sean Briar             |                    |
| 2016 | Finding Dory                     | Fluke (voice)          |                    |
| 2016 | Star Trek Beyond                 | Krall/Balthazar Edison |                    |
| 2017 | The Dark Tower                   | Roland Deschain        | Filming            |
| 2017 | Thor: Ragnarok                   | Heimdall               | Filming            |

### Televiziune
| An        | Titlu                                       | Rol                     | Note                                          |
| --------- | ------------------------------------------- | ----------------------- | --------------------------------------------- |
| 1994      | 2point4 Children                            | Parachute Instructor    | Episode: "Fortuosity"                         |
| 1994      | Space Precinct                              | Pizza Delivery Man      | Episode: "Double Duty"                        |
| 1995      | Absolutely Fabulous                         | Hilton                  | Episode: "Sex"                                |
| 1996      | The Governor                                | Officer Chiswick        | 6 episodes                                    |
| 1996      | Crocodile Shoes II                          | Jo-Jo                   | Episode: "Troubled Man"                       |
| 1997      | Family Affairs                              | Tim Webster             | 7 episodes                                    |
| 1997      | Silent Witness                              | Charlie                 | Episode: "Blood, Sweat & Tears"               |
| 1998      | Ultraviolet                                 | Vaughan Rice            | 6 episodes                                    |
| 1999      | Dangerfield                                 | Matt Gregory            | 12 episodes                                   |
| 2000      | In Defence                                  | PC Paul Fraser          | 1 episode                                     |
| 2001      | Law & Order                                 | Lonnie Liston           | Episode: "3 Dawg Night"                       |
| 2002      | The Inspector Lynley Mysteries              | Robert Gabriel          | Episode: "Payment in Blood"                   |
| 2002–2004 | The Wire                                    | Russell "Stringer" Bell | 37 episodes                                   |
| 2003      | CSI: Miami                                  | Angelo Sedaris          | Episode: "The Best Defense"                   |
| 2005      | Girlfriends                                 | Paul                    | Episode: "All in a Panic"                     |
| 2005      | Sometimes in April                          | Augustin Muganza        | Television film                               |
| 2008      | The No. 1 Ladies' Detective Agency          | Charles Gotso           | Episode: "The No. 1 Ladies' Detective Agency" |
| 2009      | The Office                                  | Charles Miner           | 7 episodes                                    |
| 2010      | The Big C                                   | Lenny                   | 4 episodes                                    |
| 2010      | Walk Like a Panther                         |                         | Executive producer                            |
| 2010–2015 | Luther                                      | DCI John Luther         | Producer 16 episodes                          |
| 2011      | Aqua Teen Hunger Force                      | Police Officer          | Voice Episode: "Intervention"                 |
| 2011      | How Hip Hop Changed the World               |                         | Executive producer                            |
| 2011      | Demons Never Die                            |                         | Executive producer                            |
| 2012      | Idris Elba's How Clubbing Changed the World | Himself                 | Host                                          |
| 2013      | Idris Elba: King of Speed                   | Himself                 | Host                                          |
| 2015      | Idris Elba: No Limits                       | Himself                 | Host                                          |

### Jocuri video
| An   | Titlu                          | Rol                 | Note |
| ---- | ------------------------------ | ------------------- | ---- |
| 2011 | Call of Duty: Modern Warfare 3 | SFC "Truck"         |      |
| 2014 | FIFA 15                        | Voice in E3 Trailer |      |

### Videoclipuri
| An   | Artist           | Titlu                | Rol       | Note                  |
| ---- | ---------------- | -------------------- | --------- | --------------------- |
| 2012 | Mumford and Sons | "Lover of the Light" | Blind Man | Co-director, producer |
| 2012 | Giggs            | "Hustle On"          | Driver    | Producer              |
| 2016 | Macklemore       | "Dance Off"          | Himself   | Featuring Artist      |